# Danh sách kênh truyền hình tài liệu
Đây là danh sách các kênh tài liệu. Nó cũng chứa các kênh bị cáo buộc là thiên vị dựa trên quan điểm người xem.
| Tên                                              | Phát sóng | Quốc gia              | Ngôn ngữ                                                                                              | Nội dung | Nội dung khác | Ví dụ về chương trình (quá khứ và hiện tại)                                                                                     |        |
| ------------------------------------------------ | --------- | --------------------- | --- | --- | --- | --- | ------ |
| 24 DOC                                           | 2005      | Nga                   | Tiếng Nga                                                                                             | Tiểu sử | | |        |
| A&E                                              | 1984      | Hoa Kỳ                | Tiếng Anh                                                                                             | Phim tài liệu, tiểu sử và phim truyền hình tội phạm (nguyên bản)                                                             | Chương trình thực tế | The First 48, Criminal Minds, CSI:Miami                                                                                         |        |
| ABC                                              | 1956      | Úc                    | Tiếng Anh                                                                                             | Truyền thông đại chúng | Chương trình phát sóng trực tiếp (thể thao), chương trình truyền hình, chương trình thực tế | |        |
| Al Jazeera Documentary Channel                   | 2007      | Qatar                 | Tiếng Ả Rập                                                                                           | Phim tài liệu | Al Jazeera đã bị chỉ trích là phương tiện truyền thông nhà nước thuộc sở hữu của Qatar và bị coi là thiên vị chống Do Thái, chống Mỹ.                                                                                | |        |
| AMC                                              | 1984      | Hoa Kỳ                | Tiếng Anh                                                                                             | Phim cổ điển | Chương trình truyền hình, chương trình thực tế | The Three Stooges |        |
| American Heroes Channel                          | 1999      | Hoa Kỳ                | Tiếng Anh                                                                                             | Chiến tranh thế giới thứ II, tài liệu chiến tranh của Hoa Kỳ                                                                 | | |        |
| Animal Planet                                    | 1996      | Hoa Kỳ                | Tiếng Anh                                                                                             | Động vật hoang dã, động vật, mối quan hệ giữa con người và động vật                                                          | Phim tài liệu giả tưởng (nàng tiên cá, rồng), chương trình không đề cập động vật | Cats 101, Dogs 101 |        |
| APTN                                             | 1992      | Canada                | Tiếng Anh                                                                                             | Các chương trình và tin tức về thổ dân ở Canada                                                                              | Một số chương trình khác không đề cập thổ dân | APTN National News, Blackstone, Cooking With the Wolfman                                                                        |        |
| Arte                                             | 1992      | Pháp, Đức             | Tiếng Pháp, Đức                                                                                       | Nghệ thuật, văn hóa | | |        |
| BBC                                              | 1922      | Anh                   | Tiếng Anh                                                                                             | Truyền thông đại chúng, phát thanh truyền hình công cộng                                                                     | | |        |
| BBC Four                                         | 1999      | Anh                   | Tiếng Anh                                                                                             | Văn hóa, công việc hiện tại                                                                                                  | | |        |
| BBC Knowledge                                    | 2007      | Anh                   | Tiếng Anh                                                                                             | Phim tài liệu không bị gián đoạn                                                                                             | | |        |
| BBC Parliament                                   | 1992      | Anh                   | Tiếng Anh                                                                                             | Chương trình nghị viện và lập pháp                                                                                           | | |        |
| Bravo                                            | 1995      | Canada                | Tiếng Anh                                                                                             | Phim truyền hình, phim, chương trình liên quan đến nghệ thuật                                                                | Chương trình truyền hình không có nghệ thuật | Inside the Actors Studio, Blue Bloods, 19-2, Dallas, Criminal Minds                                                             |        |
| C-SPAN                                           | 1979      | Hoa Kỳ                | Tiếng Anh                                                                                             | Thủ tục tố tụng của chính phủ và các vấn đề công cộng                                                                        | | |        |
| C-SPAN 2                                         | 1986      | Hoa Kỳ                | Tiếng Anh                                                                                             | Thủ tục tố tụng của chính phủ và các vấn đề công cộng                                                                        | | |        |
| C-SPAN 3                                         | 2001      | Hoa Kỳ                | Tiếng Anh                                                                                             | Thủ tục tố tụng của chính phủ và các vấn đề công cộng                                                                        | | |        |
| C.A.F. Tv                                        | 2016      | Ai Cập                | Tiếng Ả Rập                                                                                           | Thể thao | Champion, tin tức | Sports doc. |        |
| Canal D                                          | 1995      | Canada                | Tiếng Pháp                                                                                            | Tội phạm, tiểu sử, thiên nhiên và khoa học                                                                                   | | |        |
| CBS (ban đầu là United Independent Broadcasters) | 1927      | Hoa Kỳ                | Tiếng Anh                                                                                             | Tin tức | | |        |
| CCTV-9                                           | 2011      | Trung Quốc            | Nó có hai phiên bản: một phiên bản tiếng Trung cho Trung Quốc đại lục, một bản tiếng Anh cho quốc tế. | Chương trình tài liệu | | |        |
| Challenge (trước đây là Family Channel UK)       | 1993      | Anh                   | Tiếng Anh                                                                                             | Sitcom, trò chơi truyền hình, phim truyền hình, giải trí chung                                                               | Game show | |        |
| CMT (Canada)                                     | 1995      | Canada                | Tiếng Anh                                                                                             | Nhạc đồng quê, video nhạc đồng quê                                                                                           | | Blue Collar Comedy Tour, Canadian Country Music Awards, CMT Music Awards                                                        |        |
| CNBC                                             | 1989      | Hoa Kỳ                | Tiếng Anh                                                                                             | Tin tức kinh doanh, chứng khoán                                                                                              | | |        |
| CNN                                              | 1980      | Hoa Kỳ                | Tiếng Anh                                                                                             | Tin tức, phim tài liệu | Bị cáo buộc cả thiên vị và tự do trong tin tức | Tin tức bao gồm cả chủ đề bảo thủ và tự do                                                                                      |        |
| Comedy Network                                   | 1997      | Canada                | Tiếng Anh                                                                                             | Chương trình hài kịch | | |        |
| Crime and Investigation Network                  | 2004      | Hoa Kỳ                | Tiếng Anh                                                                                             | Liên quan đến tội phạm | | |        |
| Da Vinci Learning                                | 2007      | Đức                   | Tiếng Anh                                                                                             | Lịch sử, xã hội học, sinh học, vật lý                                                                                        | | |        |
| DD National                                      | 1957      | Ấn Độ                 | Tiếng Hindi                                                                                           | | | |        |
| DD Bharati                                       | 1985      | Ấn Độ                 | Tiếng Hindi                                                                                           | Lịch sử | | |        |
| Destination America                              | 1996      | Hoa Kỳ                | Tiếng Anh                                                                                             | Du lịch, khách sạn và thành phố, lối sống, lịch sử                                                                           | Chương trình giả tưởng | Hidden in America |        |
| Discovery Channel                                | 1985      | Hoa Kỳ                | Tiếng Anh                                                                                             | Khoa học, công nghệ và lịch sử phổ biến                                                                                      | Chương trình thực tế, viễn tưởng (du hành thời gian, vũ trụ, huyền bí, v.v.), tiểu thuyết viễn tưởng | Mythbusters, Daily Planet, Curiosity, The Big Brain Theory: Pure Genius, Frozen Planet, Life                                    |        |
| Discovery Historia                               | 2006      | Ba Lan                | Tiếng Ba Lan                                                                                          | Lịch sử | | |        |
| Discovery History                                | 1999      | Anh                   | Tiếng Anh                                                                                             | Lịch sử | | |        |
| Discovery Life                                   | 2011      | Hoa Kỳ                | Tiếng Anh                                                                                             | Thể dục và sức khỏe | | |        |
| Discovery World                                  | 1998      | Hoa Kỳ                | Tiếng Anh                                                                                             | Du lịch, văn hóa và lịch sử                                                                                                  | | |        |
| Documentary Channel                              | 2001      | Canada                | Tiếng Anh                                                                                             | Phim tài liệu | | |        |
| DTour                                            | 1997      | Canada                | Tiếng Anh                                                                                             | Du lịch, lối sống | | |        |
| Encore                                           | 1991      | Hoa Kỳ                | Tiếng Anh                                                                                             | Phim truyện được phát hành ở rạp chiếu phim, chương trình truyền hình (trên một số kênh)                                     | | |        |
| Encuentro                                        | 2007      | Argentina             | Tiếng Tây Ban Nha                                                                                     | Lịch sử, khoa học và văn hóa nói chung                                                                                       | | |        |
| Food Food                                        | 2006      | Ấn Độ                 | Tiếng Hindi                                                                                           | Thực phẩm, nấu ăn | | |        |
| Food Network                                     | 1993      | Hoa Kỳ                | Tiếng Anh                                                                                             | Thực phẩm, nấu ăn, ẩm thực, công nghiệp thực phẩm                                                                            | | |        |
| Food Network (Canada)                            | 2000      | Canada                | Tiếng Anh                                                                                             | Thực phẩm, nấu ăn, ẩm thực, công nghiệp thực phẩm                                                                            | | |        |
| Fox News Channel                                 | 1996      | Hoa Kỳ                | Tiếng Anh                                                                                             | Kênh truyền hình cáp Hoa Kỳ                                                                                                  | Bị cáo buộc thiên vị bảo thủ trong tin tức mặc dù điều này đã được tuyên bố là không được chứng minh bởi các thành viên của Fox News                                                                                 | |        |
| France 5                                         | 1994      | Pháp                  | Tiếng Pháp                                                                                            | Phim tài liệu, chương trình giáo dục                                                                                         | | |        |
| Focus                                            | 2012      | Ý                     | Tiếng Anh                                                                                             | Tài liệu, chương trình | | |        |
| FYI                                              | 1999      | Hoa Kỳ                | Tiếng Anh                                                                                             | Chương trình tiểu sử | Các chương trình thực tế, viễn tưởng (những lời nguyền rủa, những cuộc gặp gỡ ngoài hành tinh và ma quái) | Biography |        |
| HGTV                                             | 1994      | Hoa Kỳ                | Tiếng Anh                                                                                             | Cải thiện nhà, làm vườn, tu sửa và thực hành thủ công                                                                        | | |        |
| Historia                                         | 2000      | Hoa Kỳ                | Tiếng Pháp                                                                                            | Phim truyền hình lịch sử, phim tài liệu, phim ảnh, chương trình nhân sự                                                      | | |        |
| History                                          | 1995      | Hoa Kỳ                | Tiếng Anh                                                                                             | Phim tài liệu, phim tài liệu viễn tưởng, phim tài liệu lịch sử                                                               | Chương trình thực tế, phim tài liệu giả tưởng (Ancient Aliens), chương trình khải huyền, lịch sử Mỹ, các chương trình thực tế không phải lịch sử, thiên vị trong các chủ đề chương trình (World War II, Đức quốc xã) | Museum Secrets, Ancients Behaving Badly                                                                                         |        |
| History (Canada)                                 | 1997      | Canada                | Tiếng Anh                                                                                             | Phim truyện viễn tưởng lịch sử và tài liệu                                                                                   | Reality shows, apocalypse shows, speculative fiction | |        |
| HLN                                              | 1984      | Hoa Kỳ                | Tiếng Anh                                                                                             | Bản tin 30 phút | Báo, tội phạm, ý kiến và chương trình liên quan đến tin tức giải trí | Morning Express with Robin Meade                                                                                                |        |
| Investigation Discovery                          | 1996      | Hoa Kỳ                | Tiếng Anh                                                                                             | Liên quan đến tội phạm | | |        |
| Knowledge Network                                | 1981      | Canada                | Tiếng Anh                                                                                             | Chính trị, văn hóa, lịch sử, nghệ thuật, âm nhạc, sức khỏe, nuôi dạy con cái và khoa học                                     | | |        |
| KTN LEO                                          | 2014      | Kenya                 | Swahili                                                                                               | Tin tức, giáo dục | | jicho pevu |        |
| Kunskapskanalen                                  | 2004      | Thụy Điển             | Tiếng Thụy Điển                                                                                       | Thủ tục tố tụng của chính phủ, Giáo dục                                                                                      | | |        |
| MCM                                              | 1989      | Pháp                  | Tiếng Pháp                                                                                            | Video nhạc (nhạc phổ biến, nhạc Pháp)                                                                                        | Chương trình thực tế, loạt phim kinh dị, chương trình hoạt hình | Top 50 hebdo, MCM sur le dancefloor, Top 50 quotidien                                                                           |        |
| Military History                                 | 1999      | Hoa Kỳ                | Tiếng Anh                                                                                             | Thế chiến II, chiến tranh, tướng lĩnh                                                                                        | | |        |
| IRIB Mostanad                                    | 2011      | Iran                  | Tiếng Ba Tư                                                                                           | Văn hóa, nghệ thuật, xã hội, chính trị, lịch sử, hoang dã, thiên nhiên và chiến tranh Iran-Iraq                              | | |        |
| MSNBC                                            |           | Hoa Kỳ                | | | | |        |
| MTV India (trước là MTV3 Fakta)                  | 2006      | Ấn Độ                 | Tiếng Hindi                                                                                           | Phim tài liệu | | |        |
| Nat Geo                                          | 1997      | Hoa Kỳ                | Tiếng Anh                                                                                             | Thiên nhiên, văn hóa, khoa học, kỹ thuật & công nghệ, lịch sử và xã hội                                                      | Chương trình khải huyền | Explorer, Taboo |        |
| Nat Geo Music                                    | 2007      | Ý, Ấn Độ              | Tiếng Anh                                                                                             | Phim tài liệu về văn hóa và âm nhạc trên toàn thế giới                                                                       | | |        |
| Nat Geo Wild                                     | 2010      | Hong Kong, Ấn Độ      | Tiếng Anh                                                                                             | Động vật hoang dã, lịch sử tự nhiên                                                                                          | | |        |
| National Geographic Abu Dhabi                    | 2009      | CTVQ Ả Rập thống nhất | Tiếng Ả Rập                                                                                           | Phim tài liệu | | |        |
| National Geographic Adventure                    | 1994      | Singapore             | Tiếng Anh                                                                                             | Ngoài trời, du lịch và thăm dò                                                                                               | | |        |
| NBC                                              | 1926      | Hoa Kỳ                | Tiếng Anh                                                                                             | Tin tức, thương mại và mạng vô tuyến                                                                                         | | |        |
| OLN                                              | 1997      | Canada                | Tiếng Anh                                                                                             | Chương trình phiêu lưu ngoài trời                                                                                            | Hư cấu (người ngoài hành tinh, ma quỷ, quái vật, huyền bí), chương trình thực tế, lý thuyết âm mưu | Departures, Wild Things with Dominic Monaghan, Descending, Duck Commander, Python Hunters, Survivorman, Mantracker              |        |
| PBS                                              | 1970      | Hoa Kỳ                | Tiếng Anh                                                                                             | Truyền hình phi lợi nhuận, mỹ thuật, kịch, khoa học, lịch sử, âm nhạc, công việc, phim độc lập, cải thiện nhà cửa, phỏng vấn | Bị cáo buộc chống Cộng sản và tự do quan điểmref>"PBS Scrutiny Raises Political Antennas (washingtonpost.com)". www.washingtonpost.com. Truy cập ngày 16 tháng 5 năm 2017.</ref>                                     | |        |
| Phoenix                                          | 1997      | Đức                   | Tiếng Đức                                                                                             | Phim tài liệu, chương trình phát sóng tin tức, sự kiện đặc biệt, chương trình thảo luận                                      | | |        |
| Planète+                                         | 1988      | Pháp                  | Tiếng Pháp                                                                                            | Phim tài liệu | | |        |
| Rai Scuola                                       | 2009      | Ý                     | Tiếng Ý                                                                                               | Giáo dục | | |        |
| Rai Storia                                       | 2009      | Ý                     | Tiếng Ý                                                                                               | Sự kiện lịch sử, đôi khi có liên quan hiện tại                                                                               | | |        |
| RT Documentary                                   | 2011      | Nga                   | Tiếng Anh, Nga                                                                                        | Nga | | |        |
| Russian Travel Guide                             | 2009      | Nga                   | Tiếng Anh, Nga, Thổ Nhĩ Kỳ                                                                            | Thiên nhiên, khoa học, văn hóa và lịch sử của Liên bang Nga                                                                  | | |        |
| Science                                          | 1996      | Hoa Kỳ                | Tiếng Anh                                                                                             | Không gian, công nghệ và khoa học                                                                                            | Hư cấu, chương trình phi khoa học | The Challenger Disaster, How Do They Do It?, How It's Made, Futurescape, What Is That?, How The Universe Works, Wonders of Life |        |
| Showcase                                         | 1995      | Hoa Kỳ                | Tiếng Anh                                                                                             | Phim độc lập, phim truyền hình, hài kịch, phim độc lập của Canada và trên toàn thế giới                                      | Chương trình và phim Mỹ | |        |
| Space                                            | 1997      | Canada                | Tiếng Anh                                                                                             | Khoa học viễn tưởng, không gian                                                                                              | Chương trình thực tế, tưởng tượng, kinh dị, huyền bí | InnerSPACE, Star Trek: The Next Generation, Star Trek: Voyager, Stargate Universe, Stargate Atlantis, Stargate SG-1, Doctor Who |        |
| Spektrum                                         | 1995      | Hungary, Cộng hòa Séc | Tiếng Hungary, Séc                                                                                    | | | |        |
| Spike (trước là the Nashville Network)           | 1983      | Hoa Kỳ                | Tiếng Anh                                                                                             | Các video nhạc gốc của quốc gia, hiện là lập trình hướng nam                                                                 | Chương trình thực tế, tiểu thuyết viễn tưởng | |        |
| Syfy (trước là Sci Fi Channel)                   | 1996      | Hoa Kỳ                | Tiếng Anh                                                                                             | Chương trình khoa học viễn tưởng cổ điển                                                                                     | Siêu nhiên, kịch, tưởng tượng, thực tế, huyền bí, đấu vật, kinh dị | |        |
| Teletoon                                         | 1997      | Canada                | Tiếng Anh                                                                                             | Hoạt hình | Phim hành động trực tiếp dựa trên phim hoạt hình | |        |
| TPA                                              | 2016      | Angola                | Tiếng Bồ Đào Nha                                                                                      | Chính trị, quốc gia, xã hội                                                                                                  | Phát trực tiếp | TPA Internacional, Quem quer ser milionário?                                                                                    |        |
| Travel Channel                                   | 1987      | Hoa Kỳ                | Tiếng Anh                                                                                             | Du lịch, đi du lịch thế nào, du lịch khách sạn và thành phố                                                                  | Thực thể (những nơi ma ám, bóng ma) | Marianela's Best Beaches, Edge of America, No Reservations, Samantha Brown, Best of the Road, Off Limits, Top 5                 |        |
| TruTV                                            | 1991      | Hoa Kỳ                | Tiếng Anh                                                                                             | Lập trình pháp lý | Chương trình thực tế | |        |
| TCM                                              | 1994      | Hoa Kỳ                | Tiếng Anh                                                                                             | Phim cổ điển | | |        |
| TV4 Fakta                                        | 2005      | Thụy Điển             | Tiếng Thụy Điển                                                                                       | Khoa học | | |        |
| TVC                                              | 2017      | Nigeria               | Bản ngữ                                                                                               | Lục địa | | Your link to Entertainment | [ 47 ] |
| TVZ                                              | 2017      | Eacu                  | Tiếng Swahili                                                                                         | Doc.tv | | TVZ Lưu trữ ngày 25 tháng 10 năm 2018 tại Wayback Machine                                                                       |        |
| VH1 Indi                                         | 1985      | Ấn Độ                 | Tiếng Anh                                                                                             | Video nhạc, nhạc người lớn đương đại                                                                                         | Chương trình truyền hình, truyền hình thực tế | The Greatest |        |
| Viasat Explorer                                  | 2002      | Thụy Điển             | Tiếng Anh                                                                                             | Động vật hoang dã, thể thao mạo hiểm, phiêu lưu, du lịch và công nghệ                                                        | | |        |
| Viasat History                                   | 2004      | Thụy Điển             | Tiếng Anh                                                                                             | Lịch sử, văn hóa và xã hội                                                                                                   | | |        |
| Viasat Nature                                    | 1994      | Thụy Điển             | Tiếng Thụy Điển, Đan Mạch, Na Uy                                                                      | Thiên nhiên và động vật hoang dã                                                                                             | | |        |
| W Network                                        | 1995      | Canada                | Tiếng Anh                                                                                             | Vì nữ quyền | Phim Primetime | |        |
| WBS                                              | 2016      | Eacu                  | Tiếng Anh bản ngữ, Luganda, Swahili                                                                   | Cuộc sống và trò chuyện | Phát trực tiếp | Our-Africa |        |
| The Weather Channel                              | 1982      | Hoa Kỳ                | Tiếng Anh                                                                                             | Tin tức và thông tin thời tiết                                                                                               | Chương trình tài liệu | |        |
| The Weather Network                              | 1988      | Canada                | Tiếng Anh                                                                                             | Tin tức và thông tin thời tiết                                                                                               | | |        |
| Zee Documentary                                  | 2001      | Ấn Độ                 | Tiếng Anh, Hindi                                                                                      | Học tập, văn hóa và khoa học                                                                                                 | | |        |
| Zing                                             | 2006      | Ấn Độ                 | Tiếng Hindi                                                                                           | Nhạc Ấn Độ | | |        |